# Rio Bosna
O Bosna é o rio mais longo da Bósnia e Herzegovina, sendo considerado um dos três maiores rios “internos” do país, junto como o rio Neretva e o Vrbas; Outros rios maiores no país são o Una, a noroeste, o Sava, ao norte, e o Drina, a leste. Seu curso é de 271 km e o seu nome não difere em outros países. Nos tempos do Império Romano era chamado Bosona, sendo essa a possível origem ilíria do nome. 
O rio Bosna seria a origem etimológica do nome do país, Bósnia e Herzegovina;

## Curso e tributários
O Rio Bosna forma o Vale do Rio Bosna, o centro industrial do país onde vivem cerca de um milhão de pessoas e se localizam muitas cidades de porte. Os principais tributários são os rios  Željeznica, Miljacka, Fojnica, Lašva, Gostović, Krivaja, Usora e Spreča.

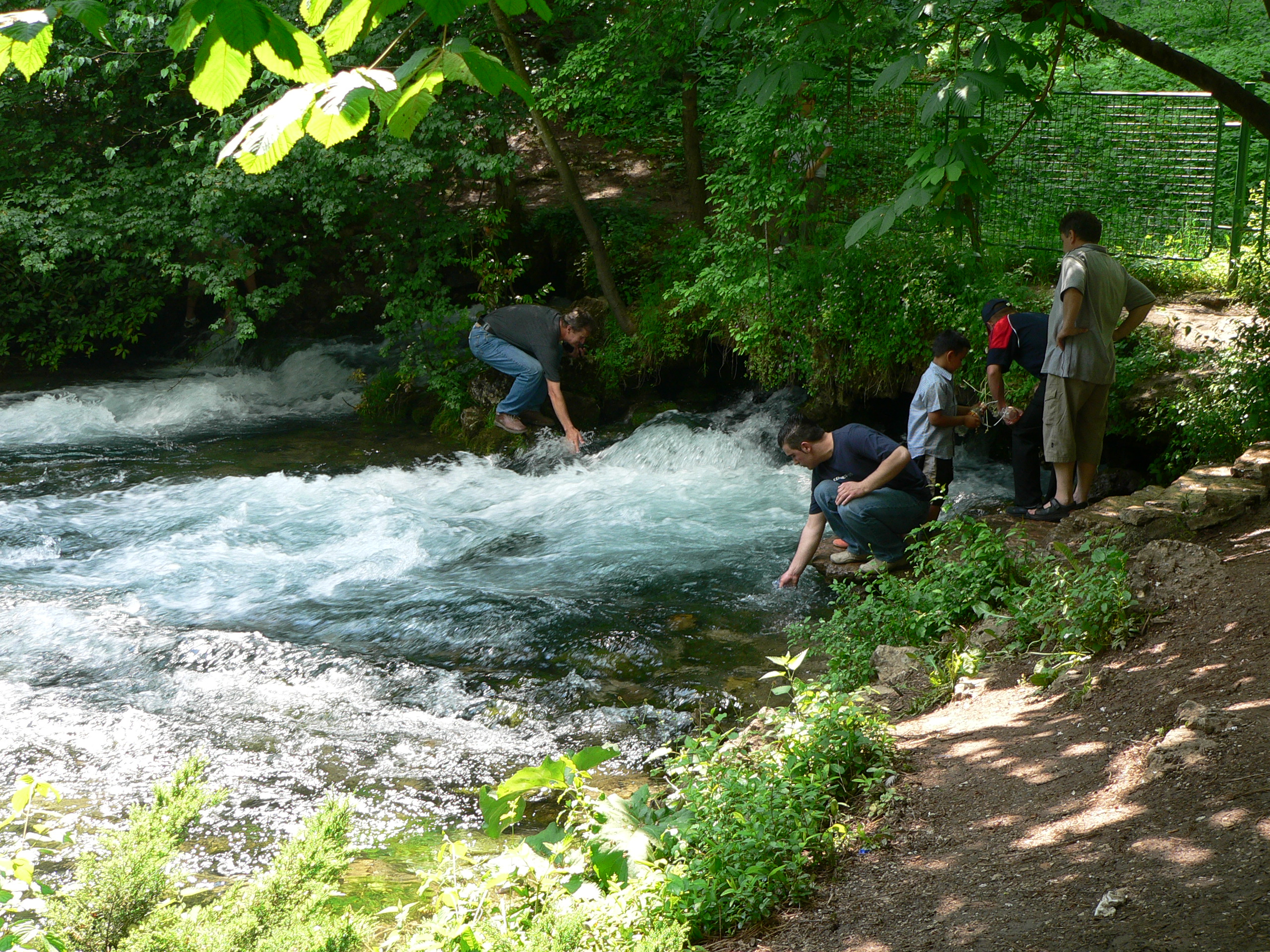
Nascente do Rio Bosna nas barrancas da área de Sarajevo

Sua fonte é o manancial Vrelo Bosne que fica nas encostas do Monte [Igman]], proximidades de Sarajevo, capital da Bósnia e Herzegovina. Esse manancial é um dos mais significativos monumentos naturais e atração turística da Bósnia. Daí, o Bosna segue seu curso rumo norte, passa pelo centro da Bósnia, sendo afluente da margem direita do rio Sava em Bosanski Šamac.
O rio Bosna não passa por nenhum país que não seja a Bósnia e Herzegovina. Dentro do país passa por muitos cantões. Seu curso se inicia no Cantão de Sarajevo e passa pelos cantões de Zenica-Doboj (região de Doioj) e de Posavina.
No seu caminho rumo ao norte, o rio Bosna também passa pelas cidades de Visoko, Zenica, Doboj, Modriča e Bosanski Šamac.